# Heinrich Ambrosius

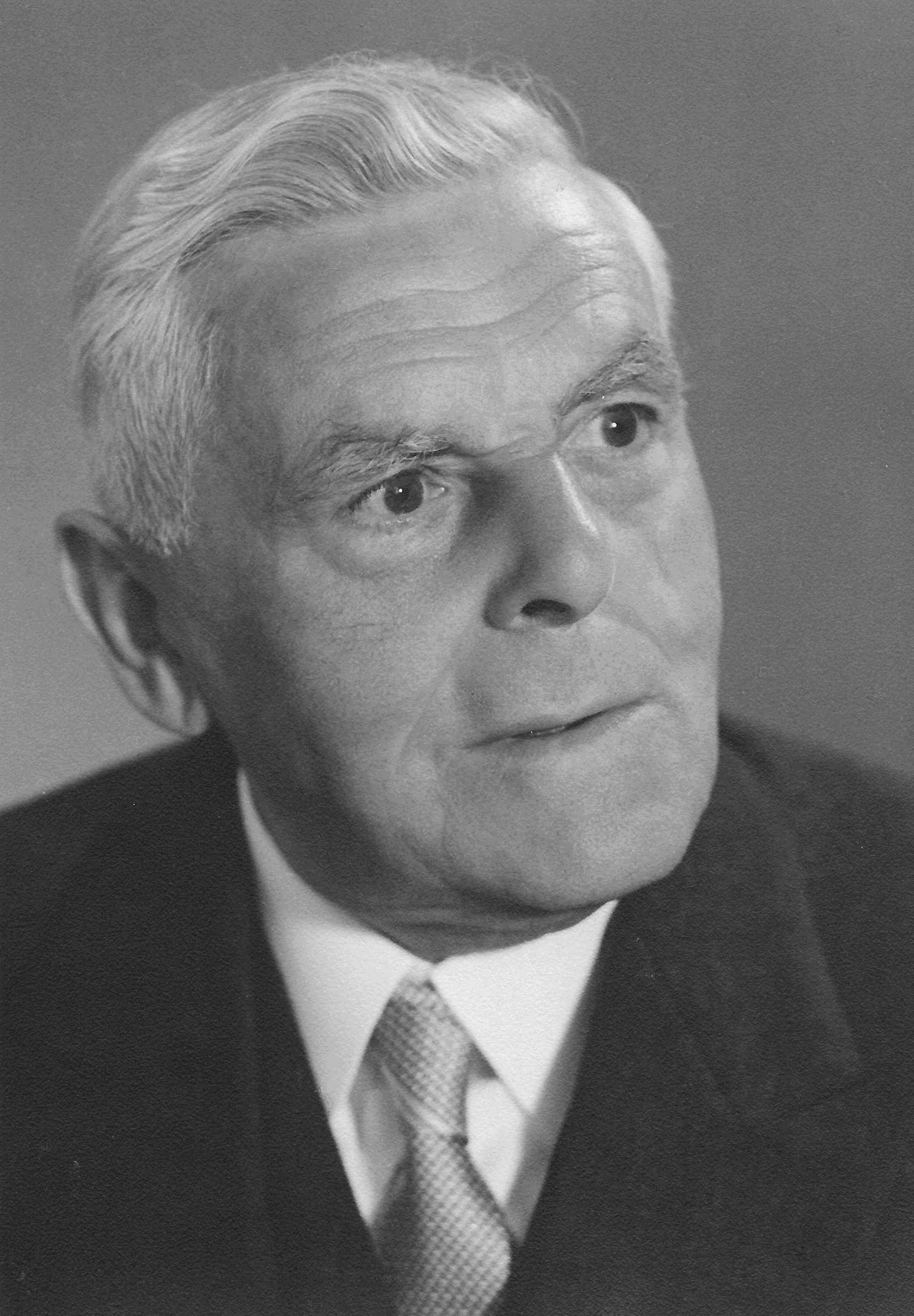
Heinrich Ambrosius, 1960

Heinrich Ambrosius (* 30. Juni 1879 in Lübeck; † 2. Februar 1968 ebenda) war ein deutscher Kaufmann und Politiker (DDP, FDP und CDU).

## Abgeordneter
Ambrosius war von 1919 bis 1921 für die DDP und von 1921 bis 1924 für die Bürgerliche Parteiliste Mitglied der Lübecker Bürgerschaft und zahlreicher Ausschüsse.
Später war er vom 14. März 1946 bis zum 7. November 1948 Mitglied der Lübecker Bürgerschaft und gehörte vom 26. Februar bis zum 11. November 1946 dem ersten ernannten Landtag von Schleswig-Holstein an. Dort schloss er sich zuerst der FDP-Fraktion an, wechselte aber am 20. August 1946 zur CDU-Fraktion über. Vom 7. Mai bis zum 11. November 1946 war er stellvertretender Vorsitzender des Ausschusses für Wirtschaft und Verkehr.

## Öffentliche Ämter
Ambrosius war am 20. Februar 1915 Gründungsmitglied des Ausschusses für Kriegsverletzte des Lübecker Senats.
Nach dem Zweiten Weltkrieg war er ehrenamtlicher Senator und stellvertretender Bürgermeister der Hansestadt Lübeck.
Vom 13. März bis zum 11. November 1946 war Ambrosius stellvertretender Minister für Wirtschaft und Verkehr des Landes Schleswig-Holstein.
Vom 20. März 1946 bis zum 10. November 1948 leitete er die Finanzverwaltung und Verwaltung von Travemünde und war stellvertretender Senator für die Innere Verwaltung der Hansestadt Lübeck.
Vom 21. November 1946 bis zum 10. November 1948 war er stellvertretender Senator für die Wirtschaftsverwaltung der Hansestadt Lübeck.
Im Jahr 1947 war Heinrich Ambrosius Vorsitzender des Vereins Lübecker Außenhandel.
Des Weiteren war Ambrosius Mitglied der Vollversammlung der Industrie- und Handelskammer.

## Auszeichnungen
Am 12. März 1959 wurde ihm als Anerkennung seiner Leistungen das Verdienstkreuz erster Klasse des Verdienstordens der Bundesrepublik Deutschland verliehen.